# 1990年阿拉伯联盟首脑会议（巴格达）
1990年阿拉伯峰会（正式名称：阿拉伯紧急首脑会议）指的是1990年5月28日至30日在伊拉克首都巴格达主办的一次峰会，与会成员有阿拉伯联盟各成员国领导人。
这次会议的世界是在伊拉克入侵科威特约两个月前举行。伊拉克总统萨达姆·侯赛因呼吁全体阿拉伯国家参加会议，但最终叙利亚和黎巴嫩还是缺席了。与会者对来自处于解体边缘的苏联的犹太移民浪潮发出警告，并认为这对阿拉伯国家的安全和巴勒斯坦人的权利构成威胁。

## 与会者
| 国家         | 会议代表                           | 职位               |
| ------------ | ---------------------------------- | ------------------ |
| 巴林         | 伊萨·本·萨勒曼·阿勒哈利法          | 埃米尔             |
| 伊拉克       | 萨达姆·侯赛因                      | 总统               |
| 科威特       | 贾比尔·艾哈迈德·萨巴赫             | 埃米尔             |
| 利比亞       | 穆阿迈尔·卡扎菲                    | 兄弟领袖与革命向导 |
| 毛里塔尼亚   | 马维亚·乌尔德·西德·艾哈迈德·塔亚   | 总统               |
| 巴勒斯坦     | 亚西尔·阿拉法特                    | 总统               |
| 沙烏地阿拉伯 | 法赫德·本·阿卜杜勒-阿齊茲·阿勒沙特 | 国王               |
| 阿联酋       | 扎耶德·本·苏尔坦·阿勒纳哈扬        | 总统               |
| 葉門         | 阿里·阿卜杜拉·萨利赫               | 总统               |